# Tim Army
Timothy Peter Army (Providence, Rhode Island, 1963. április 26. –) amerikai jégkorongozó és edző.

## Karrierje
Komolyabb karrierje a Providence Collegeban kezdődött ahol 1982–1985 között játszott, mint támadó. Utolsó évében 45 mérkőzésen 74 pontot szerzett és csapatkapitány is volt . Az 1981-es NHL-drafton a Colorado Rockies választotta ki a kilencedik kör 171. helyén. A National Hockey League-ben sosem játszhatott. Az 1985–1986-os szezonban az Aamerican Hockey League-es Maine Mariners játszott 68 mérkőzésen és 27 pontot szerzett. Ezután a finn ligában is játszott egy évet majd visszavonult.

## Edzői karrierje
1989–1991 majd 1992–1993 között a Providence College másodedzője volt. 1993–1997 között az NHL-es Mighty Ducks of Anaheim csapatának volt a másodedzője majd 1997–2002 között a szintén NHL-es Washington Capitals másodedzője volt. Részese volt az 1998-ban elbukott Stanley-kupa döntőnek. 2002–2005 között az AHL-es Portland Pirates edzője volt és végig 50% vagy annál jobb mutatóval rendelkezett de a rájátszásban nem jutottak sokáig. 2005–07 között a Providence College edzője volt és a jó első szezon után katasztrofális második szezont produkáltak.
Az 1994-es jégkorong-világbajnokságon az amerikai férfi jégkorong-válogatott másodedzője volt és negyedikek lettek. Az 1996-os jégkorong-világbajnokságon már bronzéremt nyertek és ekkor is másodedző volt.

## Díjai
- Providence Journal RI Schoolboy Athlete of Year: 1981
- Rhode Island High School All-State Első Csapat: 1980, 1981
- Providence College Athletic Hall of Fame: 1997
- NCAA Kelet All-America Első Csapat: 1985
- College Hockey Stats Bureau All-Academic Csapat: 1985
- Walter Brown-trófea: 1985
- Hockey East All-Star Első Csapat: 1985
- New England All-Star Első Csapat: 1985
- PC Brown Award: 1985

## Rekordok
- Legtöbb mérkőzés a Providence College csapatában a pályafutás során: 151